# Среща с Рама
„Среща с Рама“ (на английски: Rendezvous with Rama) е научнофантастичен роман на британския писател Артър К. Кларк, публикуван за първи път през 1973 г. Действието в романа се развива през 2130 г. и разказва за цилиндричен извънземен космически кораб, с размери 50 на 20 км, който навлиза в Слънчевата система. Историята е разказана от гледна точка на група човешки изследователи, които прихващат кораба в опит да разкрият неговите мистерии. Романът печели наградите „Хюго“ и „Небюла“ при излизането си и се смята за едно от ключовите произведения в библиографията на Кларк. По-късно концепцията е разширена с няколко продължения, написани от Кларк и Джентри Лий.

## Сюжет
След като астероид пада в Североизточна Италия на 11 септември 2077 г., предизвиквайки мащабна катастрофа, правителството на Земята създава системата Spaceguard за ранно предупреждение за пристигащи от дълбокия космос обекти.
„Рама“ е името на космически кораб с тегло поне 10 трилиона тона, което учените откриват през 2131 година и първоначално объркват за астероид. Високата му скорост (100 000 км/ч) и ъгълът на траекторията му показват, че обектът не се движи в орбита около Слънцето. Снимките на „Рама“ показват, че обектът е идеален цилинтър с диаметър 20 км и дължина 50 км. „Рама“ е първият извънземен космически кораб, с който човечеството се сблъсква.

## Награди и номинации
Романът получава следните наградаи скоро след публикуването му:
- Награда „Небюла“ за най-добър роман през 1973 г.[2]
- Награда на Британската асоциация за научна фантастика през 1973 г.[2]
- Награда „Хюго“ за най-добър роман през 1974 г.[1]
- Награда „Юпитер“ за най-добър роман през 1974 г.[1]
- Мемориална награда на Джон У. Кембъл през 1974 г.[1]
- Награда „Локус“ за най-добър роман през 1974 г.[1]